# 中国人民解放军陆军第八十集团军
中国人民解放军陆军第八十集团军，隶属北部战区陆军，军部驻地山东省潍坊市。

## 沿革

### 中华人民共和国成立前
第二十六军前身是华东野战军第八纵队。1947年，鲁中军区第四师和第九师合并为华东野战军第八纵队，司令员王建安，政委向明。参加了鲁南、莱芜、孟良崮、沙土集、洛阳、开封、淮海等战役。1949年1月第八纵队改编为中国人民解放军第二十六军，军长张仁初，政委王一平，随后参加渡江战役。

### 中华人民共和国成立后
1950年第二十六军奔赴朝鲜参加朝鲜战争，先后参加第二、第四、第五次战役和平金淮地区防御作战。1952年6月回国，担负胶东半岛以及渤海长山列岛的守备任务。其中原步兵第一九九师参加老山战役。1985年，陆军第二十六军改编为中国人民解放军陆军第二十六集团军（原代号为中国人民解放军52831部队，后代号改为中国人民解放军71146部队）。1989年参加了北京戒严任务。
2016年，中国人民解放军七大军区撤销，成立五大战区，陆军第二十六集团军划归中国人民解放军北部战区陆军。
2017年4月18日，中共中央总书记、国家主席、中央军委主席习近平在北京八一大楼接见新调整组建的84个军级单位主官，并对各单位发布训令；中共中央政治局委员、中央军委副主席许其亮宣读习近平主席签发的中央军委关于调整组建军兵种部队和省军区系统军级单位的命令、决定。在这次军级单位调整组建中，以陆军第二十六集团军为基础，调整组建中国人民解放军陆军第八十集团军。

## 编制
1985年陆军第二十六军改编为陆军第二十六集团军，辖步兵第七十六师、第七十七师，原第四十六军步兵第一三八师（原第四十五军第一三三师）调入该军，并编入原第四十六军第一三七师部改编的高炮旅。原步兵第七十八师撤销。1992年炮兵第八师调入该军。1998年后，步兵第七十七师改为摩步旅。原陆军第六十七集团军撤销，步兵第一九九师、步兵第二〇〇师（缩编为步兵第二〇〇旅）和装甲第八师转归陆军第二十六集团军，军部也从山东莱阳移至山东潍坊。步兵第七十六师则改编为山东省陆军预备役第七十六师。2003年，摩步第一三八、一九九师改编为摩步旅，步兵第二〇〇旅撤销番号，炮兵第八师改为军炮兵旅，直升机团和济南军区特种大队转隶该军。2011年，复编机械化步兵第二〇〇旅。2016年改革前，陆军第二十六集团军下辖：摩托化步兵第七十七旅（沂蒙旅）、摩托化步兵第一三八旅、摩托化步兵第一九九旅、机械化步兵第二〇〇旅、装甲第八旅、炮兵旅、防空旅、特种作战旅，以及集团军直属的通信团、工兵团、防化团、陆军航空兵团、电子对抗分队等。2017年改革中，原机械化步兵第一一六师拆分出中型合成第二〇三旅划入本集团军，原摩托化步兵第二〇三旅调整为特战第七十九旅。
2017年组建后，陆军第八十集团军下辖：
- 合成第四十七旅（卡车摩托化合成部队）
- 合成第六十九旅（履带式装甲合成部队，主要装备ZTZ-96 + ZBD-86A）
- 合成第一一八旅（轮式机械化合成部队，主要装备ZTL-11 + ZBL-08）
- 合成第一三八旅（卡车摩托化合成部队）
- 合成第一九九旅（卡车摩托化合成部队）
- 合成第二〇三旅（履带式机械化合成部队，主要装备ZTZ-59D + ZSD-89）
- 陆航第八十旅[17]
- 特战第八十旅 - 驻守泰安市岱岳区, 71770部队[18]
- 炮兵第八十旅[19]
- 工化第八十旅
- 防空第八十旅
- 勤务支援第八十旅

## 历任领导

### 中国人民解放军第二十六军时期
| 中国人民解放军第二十六军军长 1. 张仁初（1949年10月—1954年9月） 2. 张铚秀（1953年3月—1957年9月，代理） 3. 陈宏（1957年9月—1965年10月） 4. 赵峰（1965年10月—1978年5月） 5. 陈福胜（1978年5月—1983年5月） 6. 张宗林（1983年5月—1986年12月） | 中国人民解放军第二十六军政治委员 1. 王一平（1949年1月—1949年8月） 2. 李耀文（1949年8月—1954年8月） 3. 何志远（1954年8月—1960年7月） 4. 李建良（1960年7月—1963年9月） 5. 程世清（1963年9月—1968年1月） 6. 陈继德（1967年7月—1968年1月） 7. 魏伯亭（1968年1月—1969年12月） 8. 陈煐（1971年1月—1978年3月） 9. 徐春阳（1981年5月—1982年10月） |

### 中国人民解放军陆军第二十六集团军时期
| 中国人民解放军陆军第二十六集团军军长 1. 张宗林（1983年5月—1986年12月） 2. 佟宝存（1986年12月—1990年4月） 3. 钱国梁（1990年6月—1993年12月） 4. 钟声琴（1994年2月—2000年10月） 5. 冯育军（2000年10月—2003年12月） 6. 朱文玉（2003年12月—2007年12月） 7. 马宜明（2008年1月—2012年12月） 8. 谭民（2013年1月—2014年9月） 9. 张岩（2014年9月—2015年12月） 10. 林火茂（2016年7月—2017年） | 中国人民解放军陆军第二十六集团军政治委员 1. 姜福堂（1983年—1985年） 2. 张文台（1985年9月—1988年7月） 3. 刘书田（1989年7月—1994年12月） 4. 赵承凤（1995年2月—2001年3月） 5. 王金相（2001年4月—2004年7月） 6. 魏亮（2004年7月—2009年7月） 7. 李景文（2009年7月—2015年9月） 8. 郭晓东（2015年9月—2017年） |

| 中国人民解放军陆军第二十六集团军参谋长 1. 韩志庆 2. 郑家概 | 中国人民解放军陆军第二十六集团军政治部主任 |

### 中国人民解放军陆军第八十集团军时期
| 中国人民解放军陆军第八十集团军军长 1. 王秀斌 少将（2017年3月—2019年4月） 2. 郑守东 少将（2019年4月—2021年） 3. 郝兴晨 少将（2022年—） 中国人民解放军陆军第八十集团军副军长 - 赵宇 少将（2017年—） | 中国人民解放军陆军第八十集团军政治委员 1. 朱玉武 少将（2017年3月—2020年4月） 2. 郑堰坡 少将（2020年4月—2024年） 中国人民解放军陆军第八十集团军副政治委员 |

| 中国人民解放军陆军第八十集团军参谋长 中国人民解放军陆军第八十集团军副参谋长 中国人民解放军陆军第八十集团军纪律检查委员会书记 中国人民解放军陆军第八十集团军纪律检查委员会副书记 | 中国人民解放军陆军第八十集团军政治工作部主任 - 黄绪鸿 少将（2017年—） 中国人民解放军陆军第八十集团军政治工作部副主任 - 武仲良 少将（2018年—2020） 中国人民解放军陆军第八十集团军保障部部长 中国人民解放军陆军第八十集团军保障部副部长 |

## 荣誉
曾被授予荣誉称号的单位有：
- 红军师、开国大典红一师：原陆军第二十六集团军摩托化步兵第一九九旅[25]。2017年转隶为陆军第八十集团军某合成旅[26]。
- 沂蒙旅：原陆军第二十六集团军摩托化步兵第七十七旅
- 白老虎连：原陆军第二十六集团军装甲第八旅某连
- 攻如猛虎连：原陆军第二十六集团军装甲第八旅某连
- 登城尖刀连：原陆军第二十六集团军装甲第八旅某连
- 铁拳团：原陆军第四十集团军步兵第一一八师第三五二团
- 渡海先锋营：原陆军第四十集团军步兵第一一八师第三五二团第一营
- 卫国英雄连：原陆军第四十集团军步兵第一一八旅一营二连

曾被授予荣誉称号的个人有：
- 献身国防现代化的模范干部：苏宁[27]